# Musée des Égouts (Paris)
Pour les articles homonymes, voir Musée des Égouts.
Le musée des Égouts de Paris est un musée de la ville de Paris situé dans le 7e arrondissement de Paris sous l'esplanade Habib-Bourguiba, face au no 93 quai d'Orsay, au niveau du pont de l'Alma,

## Situation et accès
Le musée se situe au 93, quai d'Orsay. Il est accessible par la ligne 9 du métro de Paris à la station Alma-Marceau et par la lligne C du RER à la gare du Pont de l'Alma.

## Histoire

### 1867-1906: visites mondaines et propagande impériale
Les visites guidées des égouts de Paris commencent lors de l'Exposition universelle de 1867, sous le Second Empire.
Outil de propagande destiné à vanter la modernité de la capitale la promenade dans les égouts de Paris constitue alors une activité très prisée, de loisirs ou d'études. Guidée par les égoutiers, têtes couronnées, bourgeois en quête de frissons et ingénieurs en mission d'études s'y bousculent.
Deux mercredis par mois, entre Pâques et octobre, la visite se déroule de Châtelet à Madeleine en passant par la Concorde via les collecteurs Sébastopol et Rivoli et celui d'Asnières.

Les dames sont invitées à prendre place sur un bateau tandis que les hommes suivent à pied durant la première partie du trajet, puis tous s'installent dans un wagon-vanne muni de sièges confortables, poussé par quatre égoutiers. 
Les demandes de visites des égouts prirent bientôt des proportions si considérables, que je dû faire organiser de véritables trains dans les collecteurs. Les wagons vannes servant ou curage ordinaire des égouts se prêtaient mal à recevoir des visiteurs. Je fis alors construire neuf petits wagonnets spéciaux, d'un modèle élégant et munis de banquettes suffisantes pour pouvoir contenir chacun dix personnes. » Eugène Belgrand - Directeur du service des eaux et des égouts de Paris de 1867 à 1878.

### 1906 - 1939: parcours pédagogique et électrique
Avec la construction de la première ligne de métro la visite évolue et deux sections sont proposées via les collecteurs du Centre ou de Petits-Champs et de Sébastopol.
Du quai du Louvre au Châtelet le parcours se fait en bateau puis en wagon à traction électrique de la place du Châtelet jusqu'à Arts et Métiers. Chaque convoi emporte une centaine de visiteurs, admiratifs devant les galeries: spacieuses, illuminées et quasiment sans odeur.
La visite, ouverte sur réservation, se veut pédagogique et de nombreux panneaux illustrent les bassins de dessablement, la dérivation du collecteur, les eaux de la vanne, les horloges pneumatiques, etc.
À l'intersection de la rue de Rivoli et du boulevard de Sébastopol, on indique la proximité du chemin de fer métropolitain qui passe sous le croisement des deux égouts.

### 1945-1975: un parcours allégé
Pendant la Seconde Guerre mondiale, les égouts sont fermés à la visite. Devenus réseau stratégique sous administration militaire d'occupation, ils verront aussi certaines de leurs sections transformées en abris ou accueillir des réseaux de résistance (PC Rol Tanguy à Denfert-Rochereau).
À partir de 1946, l'entrée de la visite se situe place de la Concorde : le trajet reprend partiellement celui de la Belle-Époque et emmène ses visiteurs en bateau jusqu'à la Madeleine après un rapide parcours dans le collecteur de la rue Royale.
Les visites sont organisées le jeudi, deux fois par mois en mai et juin, chaque semaine entre le 1er juillet et le 15 octobre ainsi que le dernier samedi de chaque mois. Les visiteurs sont admis dans la limite des places disponibles, sans réservation possible, et un droit d'entrée est perçu à la descente.

### Depuis 1975: un musée pour les égouts régulièrement rénové et adapté à l'époque
À partir de 1975, c'est un véritable musée racontant l'histoire des égouts et de ses divers outils et machines qui est mis en place profitant des galeries de e trajet en bateau sous Paris disparaît. Celui-ci est installé dans l'usine Alma, site de départ d'un siphon en exploitation et dont 500 mètres de galeries peuvent être parcourus sous la conduite des égoutiers à la découverte de différentes infrastructures représentatives.
Réaménagé une première fois en 1989, le musée accueille près de 95 000 visiteurs en 2007, 80 000 visiteurs en 2017 et sa fréquentation s'érode jusqu'à l'été 2018 où il est fermé pour une rénovation complète de son parcours de visite.
Confié au cabinet d'architectes Frenak et Jullien, le projet de 2 millions d'euros comporte la réalisation d'un accès pour personnes handicapées et le remplacement de l'entrée initiale au bénéfice d'un nouveau pavillon d'accueil. Le musée est rouvert à la visite le 23 octobre 2021,.

## Description
Depuis octobre 2021, le musée est accessible tous les jours sauf le lundi de 10h à 17h (dernier accès à 16h). En cas de crues le musée est inondé et donc fermé à la visite dès que le niveau de la Seine atteint le pied du Zouave du pont de l'Alma.
La visite dure 45 à 60 minutes et se déroule sur 500 mètres de galeries d'égouts réels et en fonctionnement (usine de pompage Alma, point de convergence et collecteurs), la température moyenne est de 13 degrés dans le musée. Par nature de l'humidité et des odeurs légèrement désagréables peuvent être présentes.
Le but du musée est aussi d'assurer une pédagogie sur la gestion des déchets et d'enseigner le fait que les égouts ne sont pas des poubelles. Il se compose de divers espaces :

### Pavillon d'accueil
Ce nouvel édifice abrite caisse et boutique ainsi que les escaliers emmenant progressivement les visiteurs sous le niveau de la rue par le biais d'escaliers et d'un ascenseur destiné aux personnes à mobilité réduite. À l'entrée du musée, toilettes et casiers sont à disposition des visiteurs.

### Galerie Hugues Aubriot
Ce premier espace est nommé d'après Hugues Aubriot, prêvot des marchands de Paris en 1370 et à l'origine du premier égout voûté de Paris rue Montmartre.
Situé le long de la Seine sous l'esplanade Bourguiba, le long du quai d'Orsay, introduit le réseau des égouts de Paris, un réseau unitaire, gravitaire et visitable et le resitue dans nos usages quotidiens. Il retrace également l'histoire de l’assainissement parisien sans omettre les enjeux environnementaux d'hier et d'aujourd’hui.
Il est prolongé par une salle présentant les équipements, les risques et le rôle des égoutiers avant de pénétrer dans la galerie Brunesseau.

### Galerie Pierre-Emmanuel Bruneseau
Nommé d'après Pierre Emmanuel Bruneseau inspecteur des travaux de la Ville de Paris, créateur du Service des Égouts de Paris, il en a établi la cartographie et les premières techniques de curage.
Cette galerie se situe sous l'avenue Bosquet et est traversée par un canal en eaux au-dessus duquel sont présentés divers moyens de curage des égouts utilisés dans l'histoire et présente la principale problématique des égouts : comment les curer et éviter leur ensablement.
Une galerie artificielle figure un égout simple de raccord à un immeuble standard.

### Voûte Alma
Ce prolongement de la galerie Brunesseau en direction du pont de l'Alma présente le site industriel dans lequel est installé le musée. Cet espace montre les siphons de l'Alma, l'usine de pompage et le fonctionnement de ce nœud du réseau d'assainissement parisien géré par le SIAAP.

### Collecteur Bosquet
Ce collecteur nommé d'après l'avenue sous laquelle il se situe constitue le point de jonction entre les réseaux d'eaux usées du 6e arrondissement et du 15e arrondissement. Il précède le bassin de la Galerie Belgrand.

### Galerie Eugène Belgrand

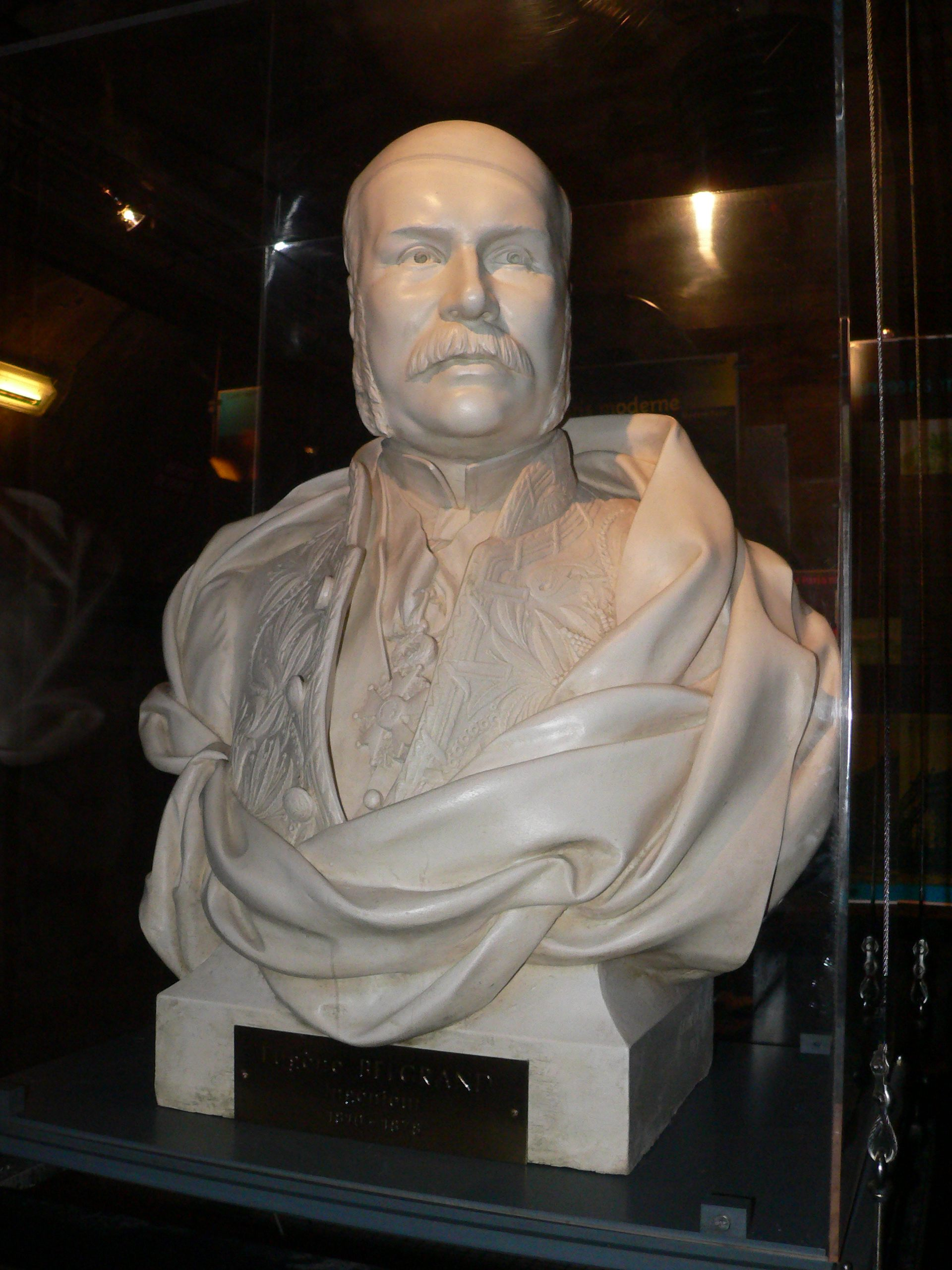
Buste d'Eugène Belgrand.

Cette galerie est nommée d'après Eugène Belgrand ingénieur, adjoint d'Hausmann et directeur du service des eaux et des égouts de Paris chargé de la rénovation et de l'équipement de Paris du point de vue de l'assainissement sous le Second Empire et la Troisième République.
Elle présente différents outils de curage, ainsi que des vannes destinées au curage des égouts. On y trouve notamment différentes boules de curages utilisées jusqu'aux années 2000.

### Galerie Adolphe Mille
Nommée d'après Adolphe Mille, promoteur de l'épuration agricole des eaux d'égouts qui a notamment développé les cultures maraîchères dont la culture a été favorisée par l'engrais issu des égouts de Paris à Asnières, Achères, Bondy.
Cette galerie présente les moyens de régulation et de pilotage des égouts de l'agglomération parisienne mais aussi le contrôle de la qualité des eaux et le retraitement des eaux usées.

## Galerie

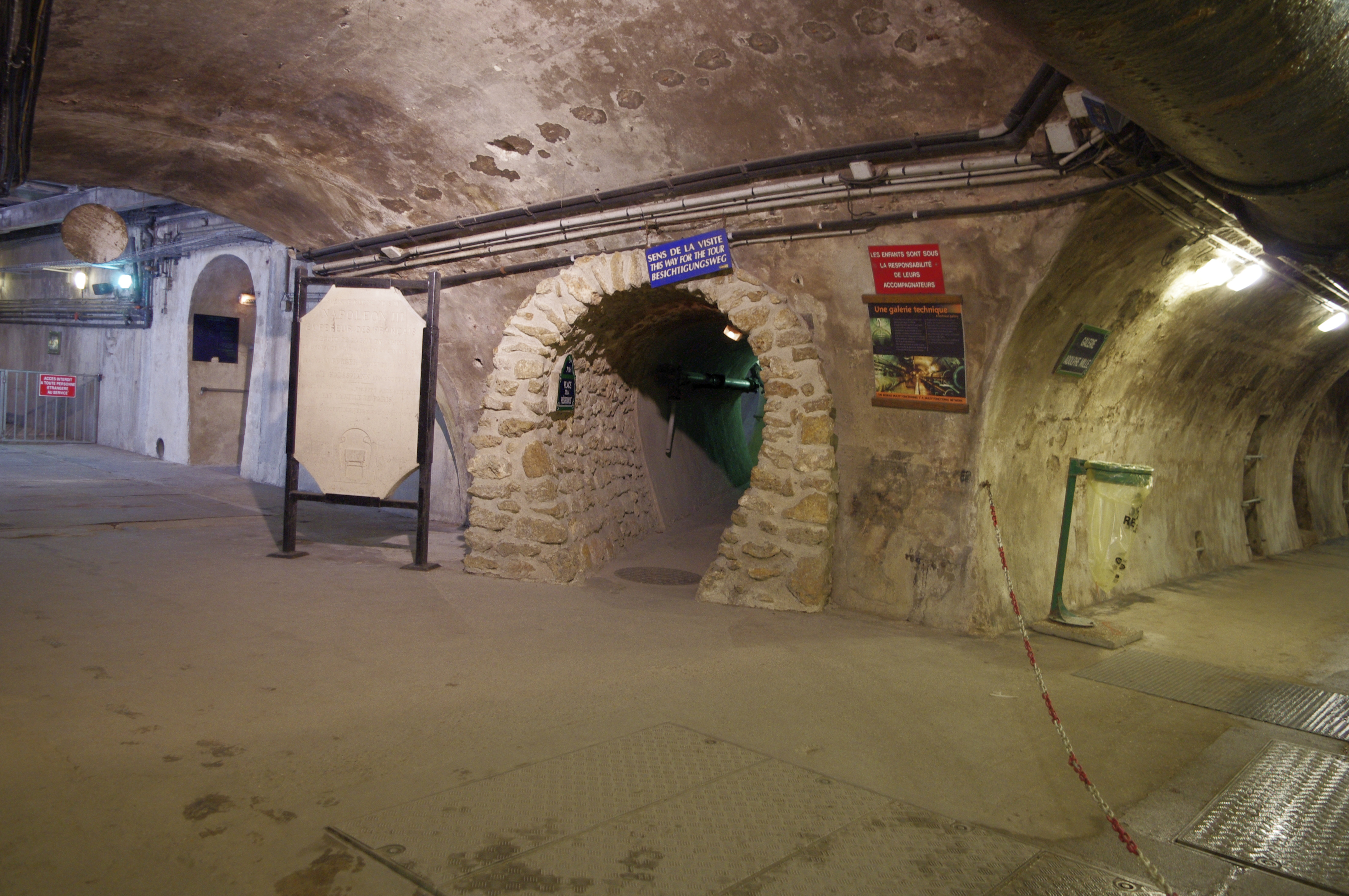
Début de la visite.
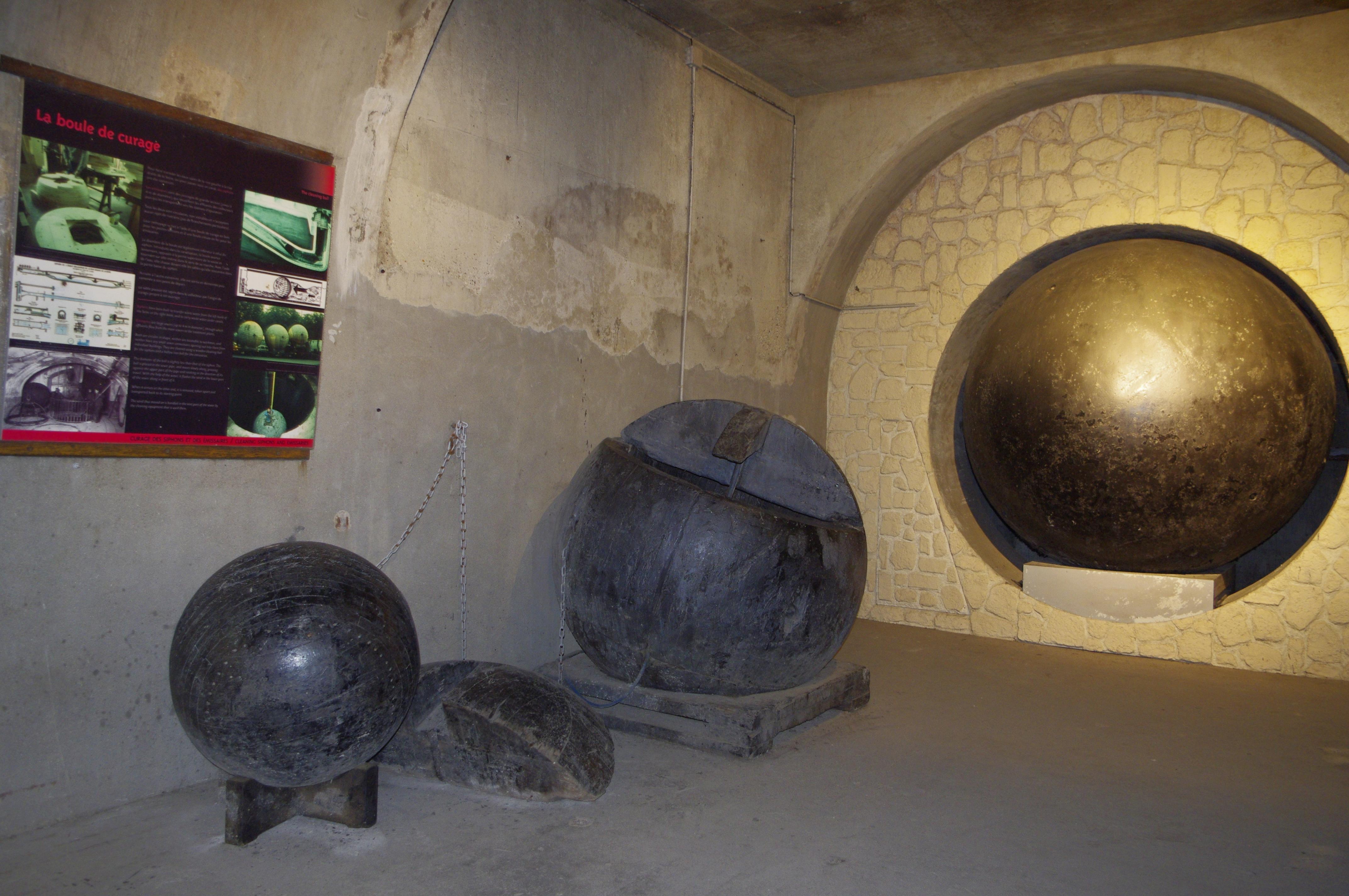
Boules de curage.
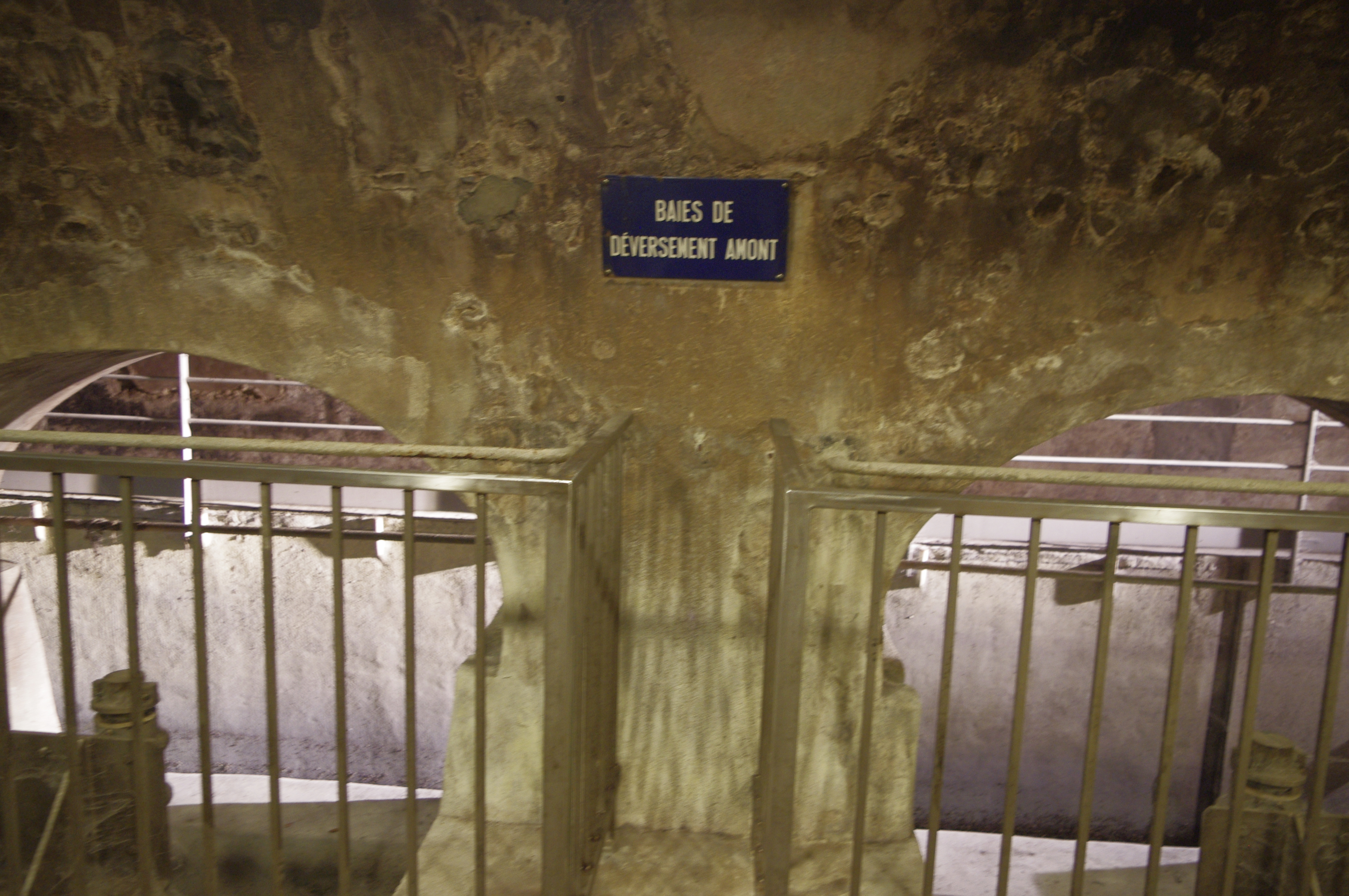
Baie de déversement.
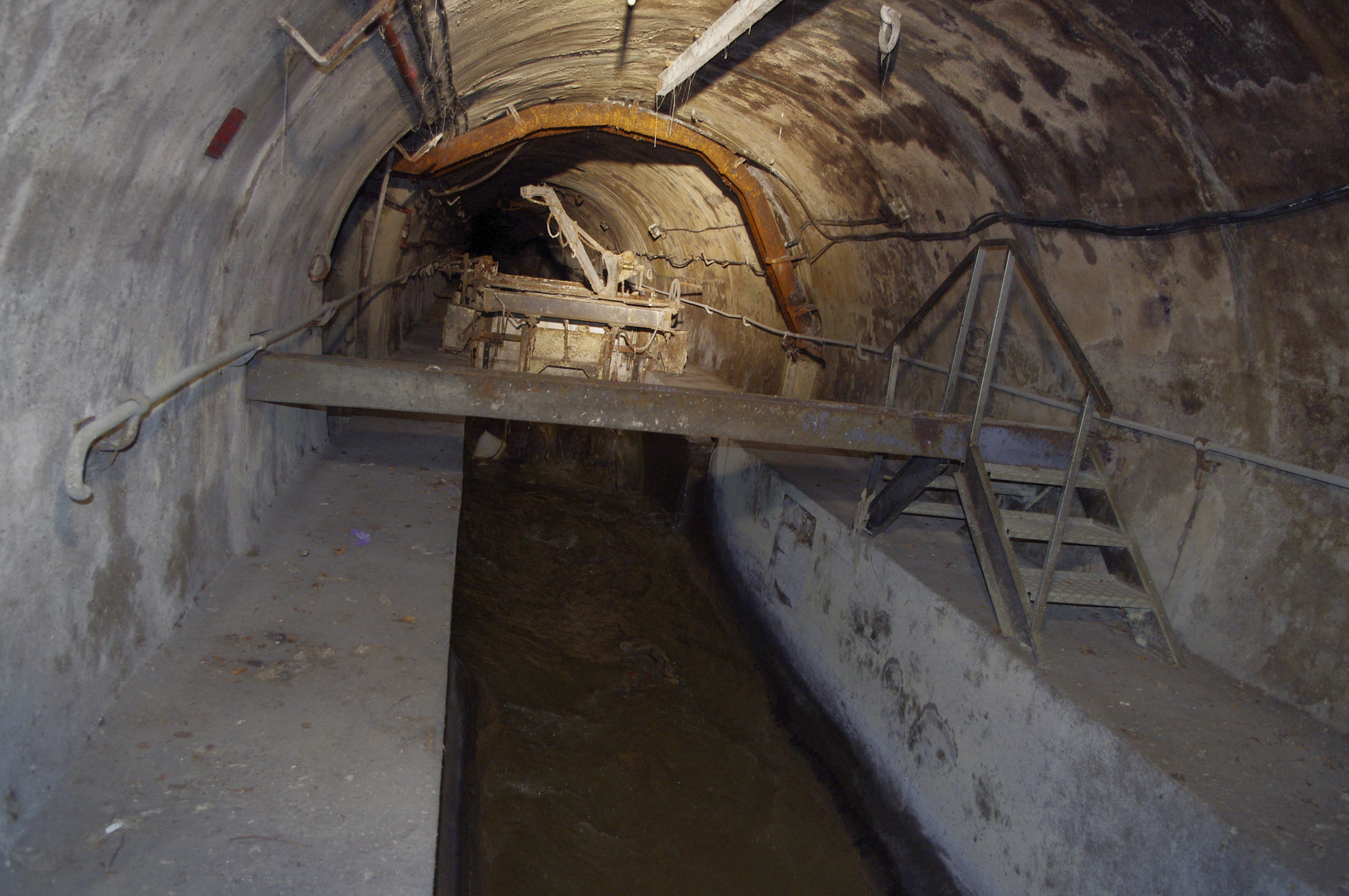
Wagon bi-boule.
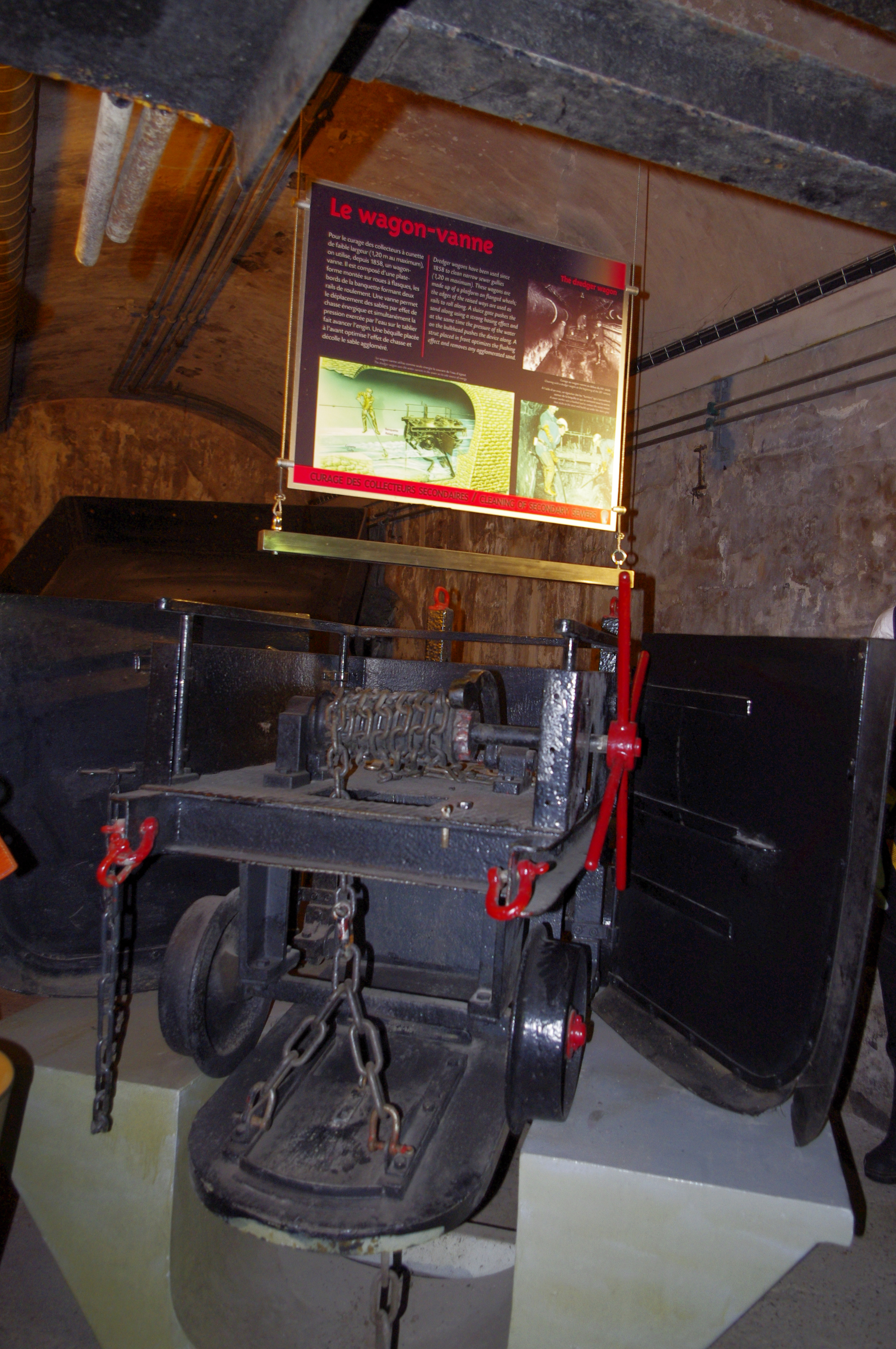
Wagon vanne.
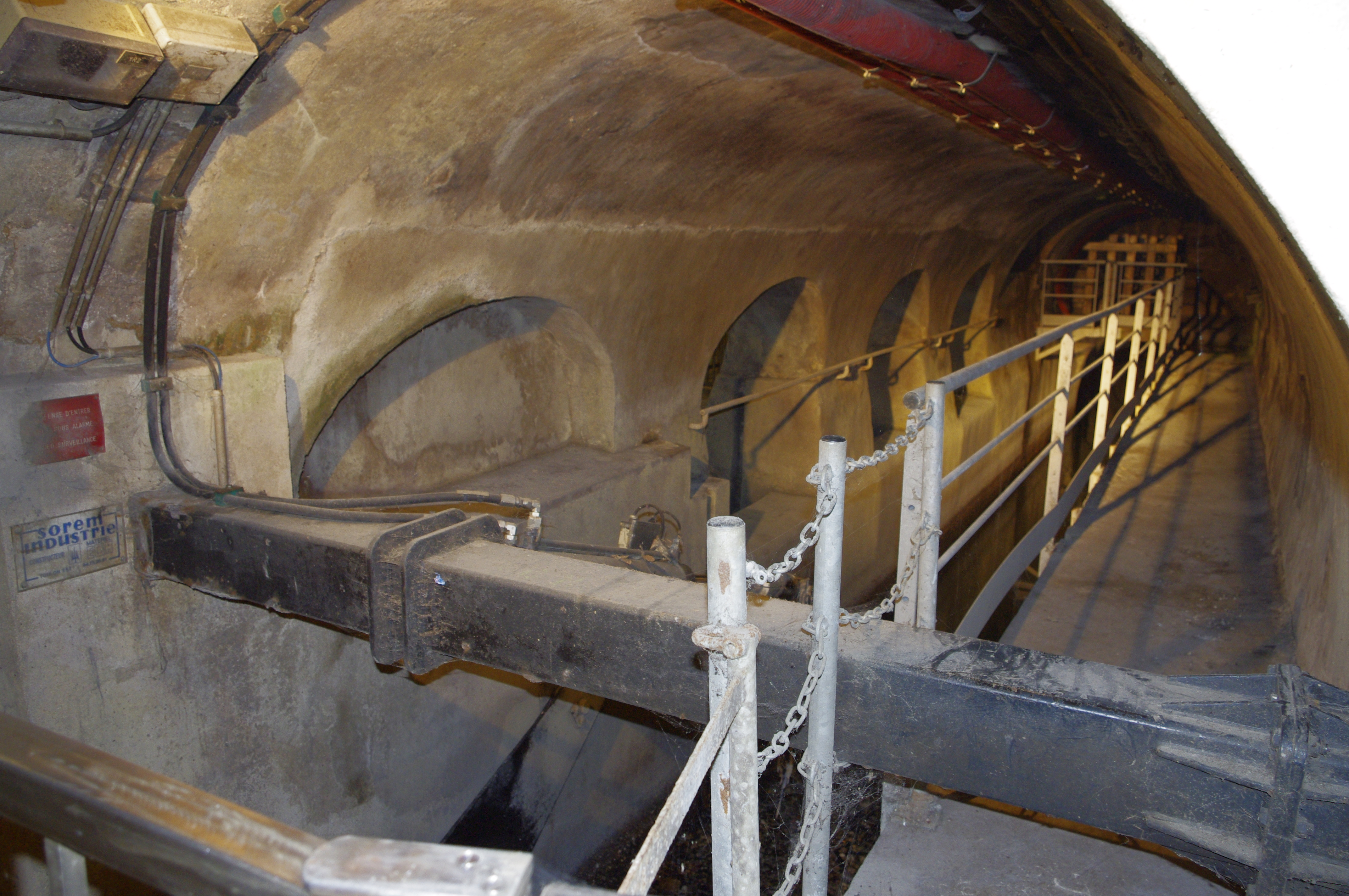
Déversoir d'orage Alma.
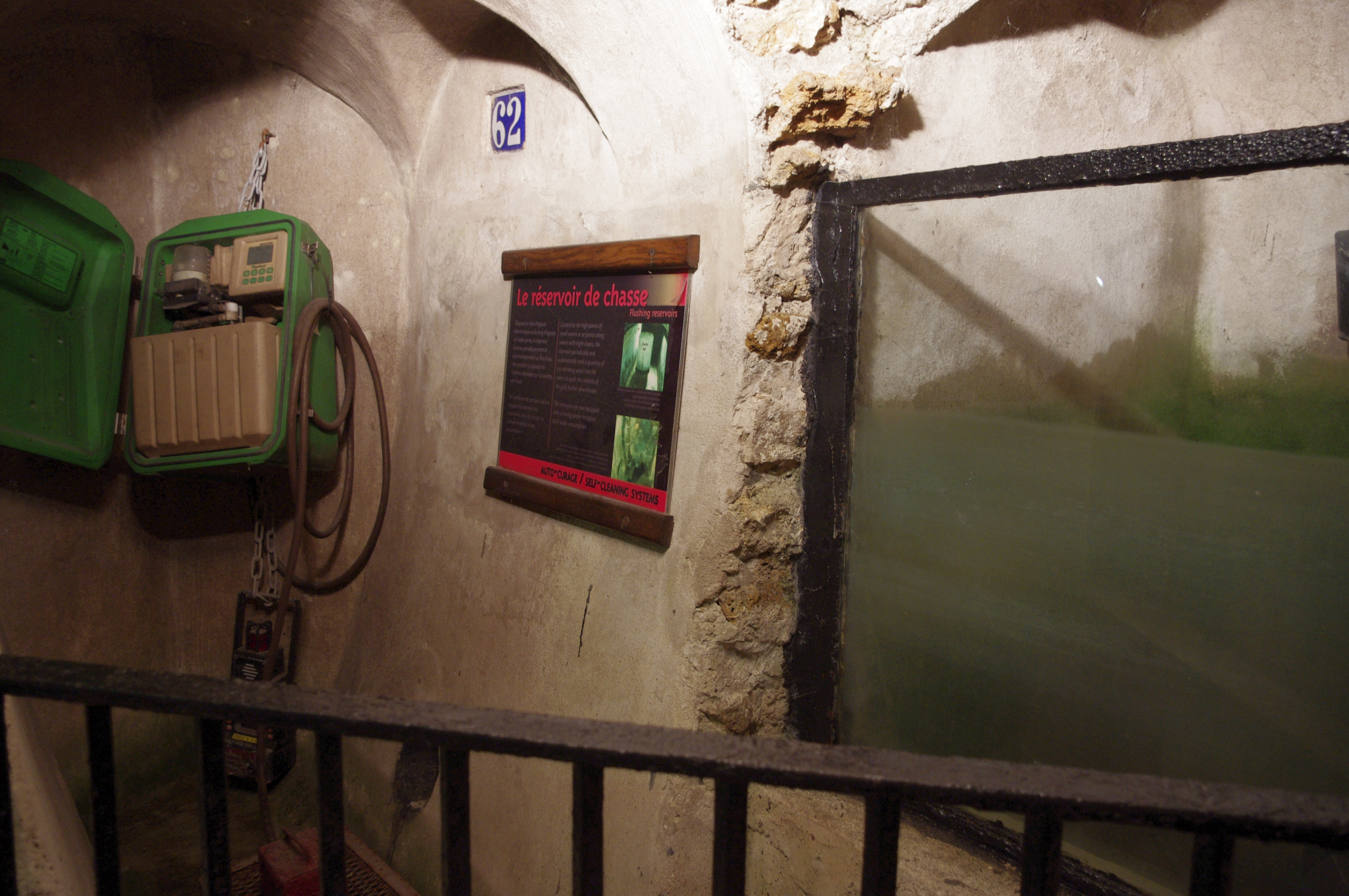
Réservoir de chasse.
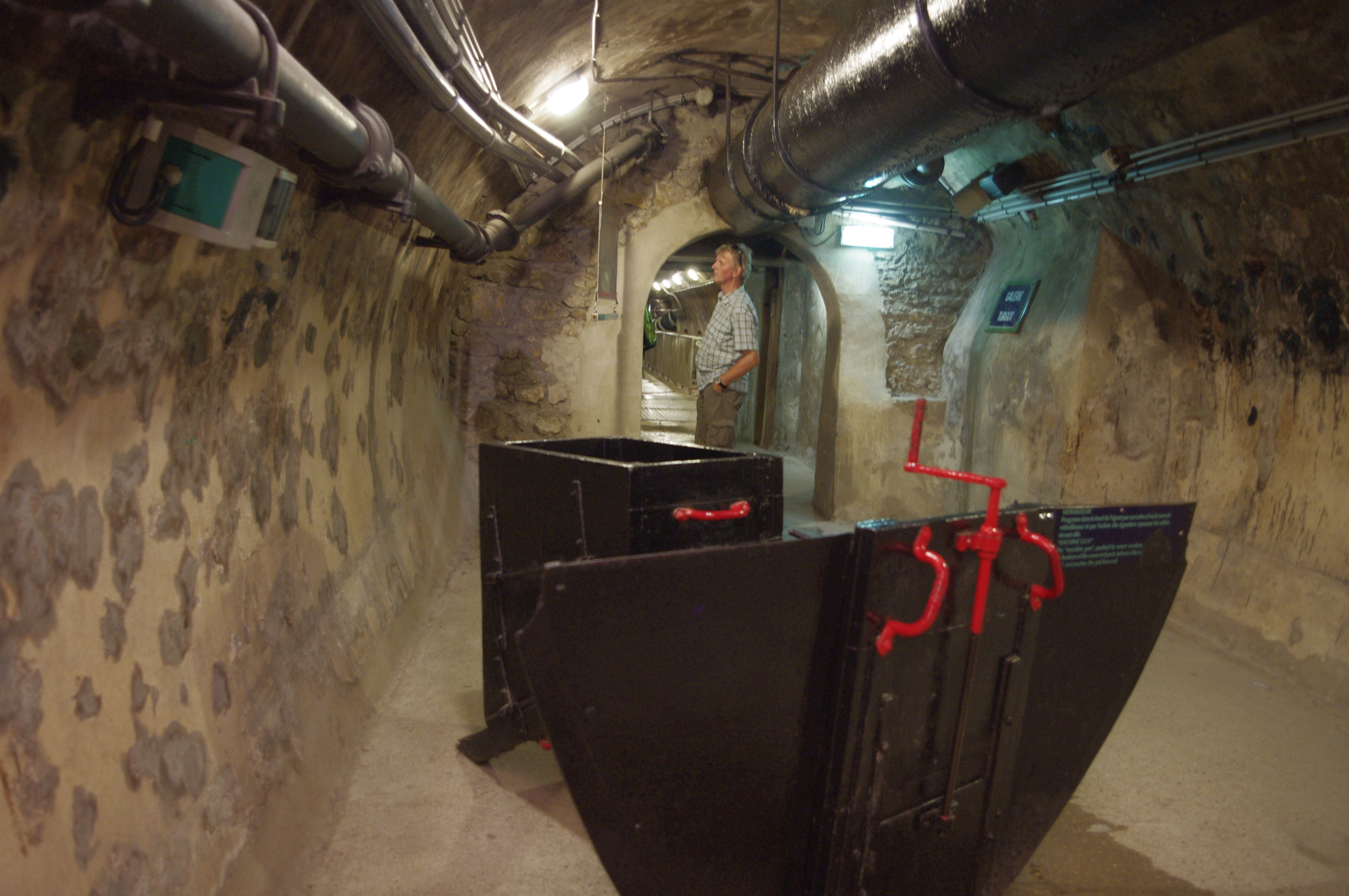
Mitrailleuse KP.
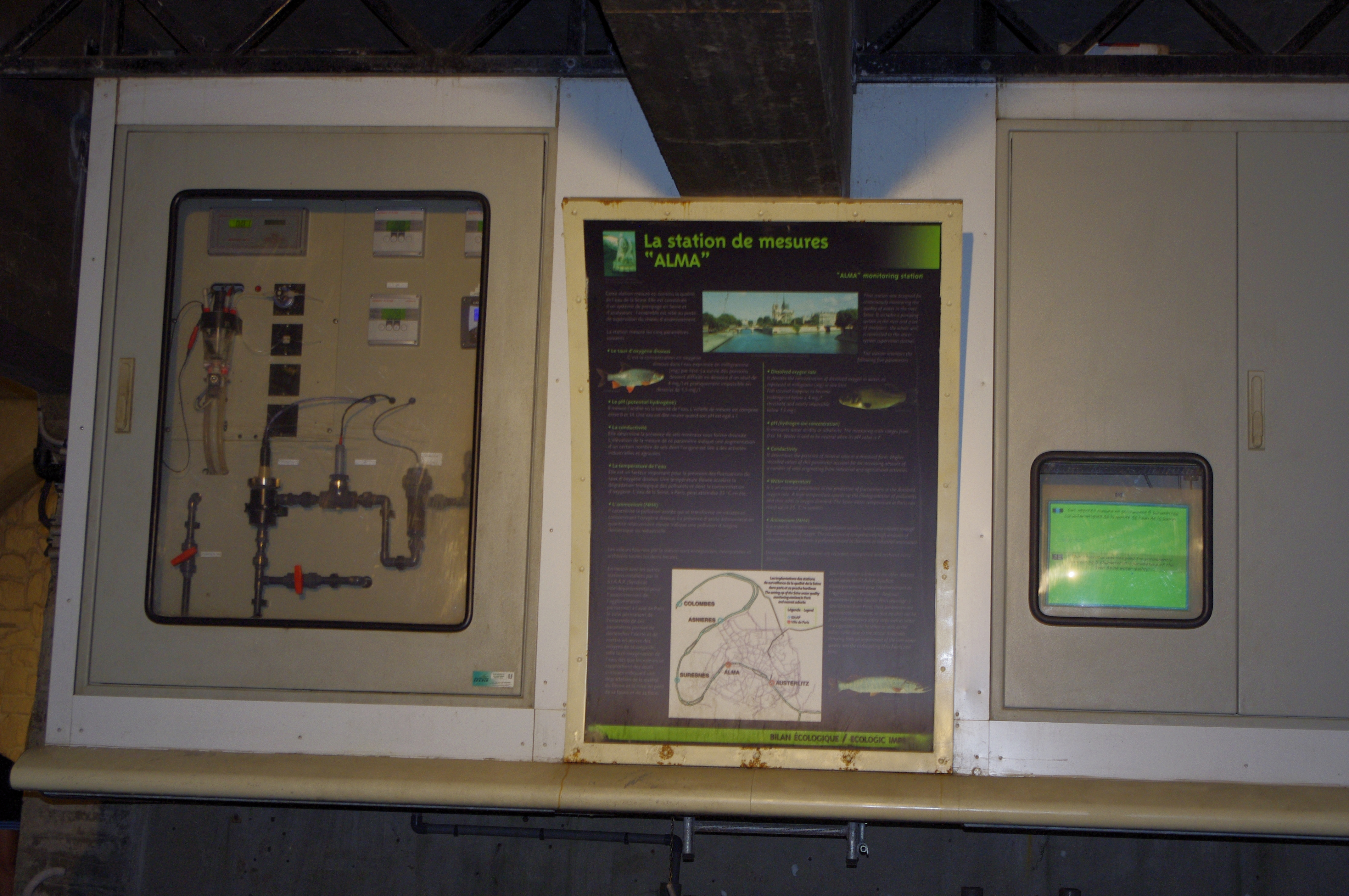
Station de mesure Alma.
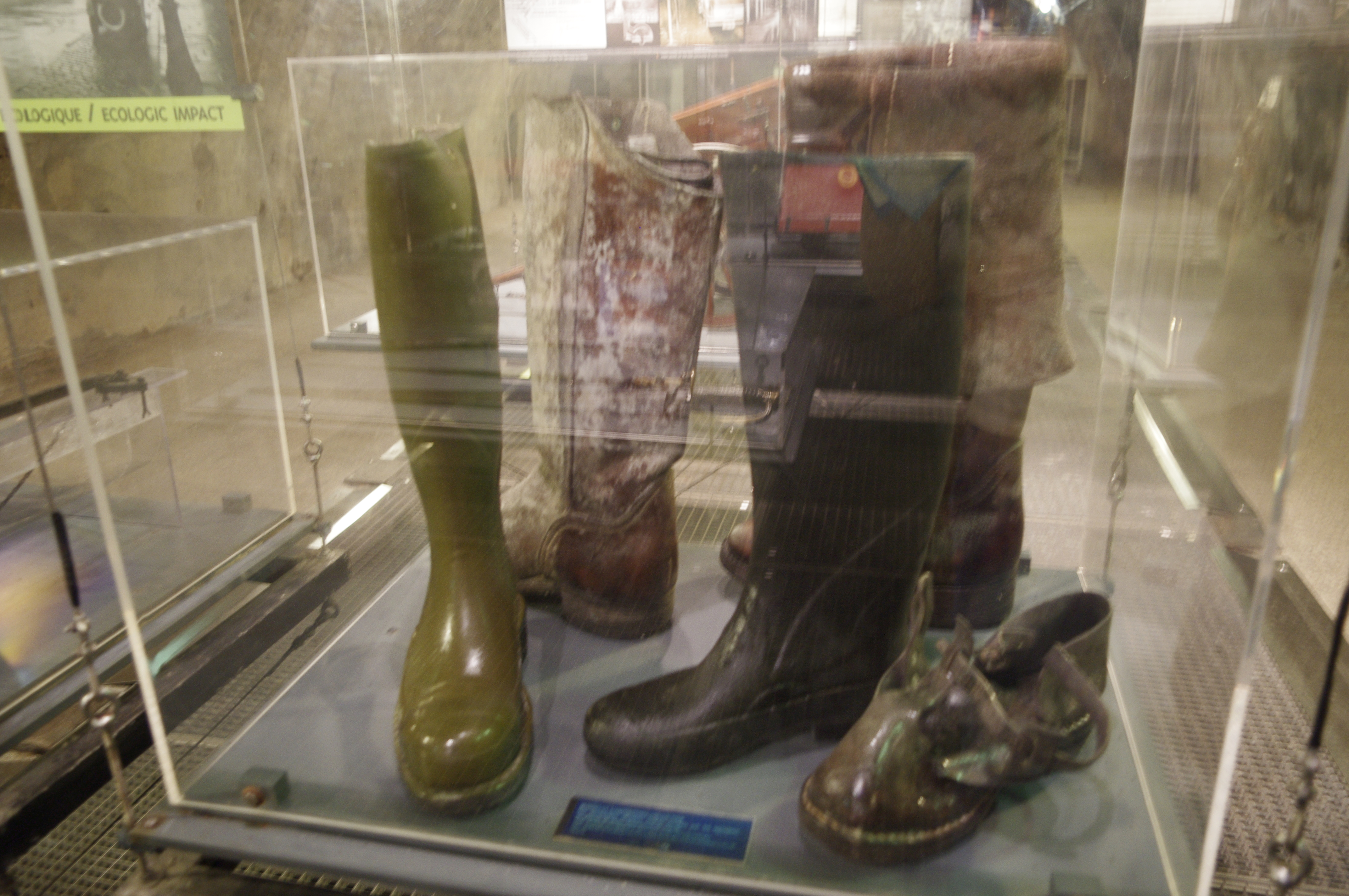
Exposition de bottes.

### Pages liées
- Égouts de Paris